# Скок-подскок
„Скок-подскок“ е американски игрален и компютърно-анимационен филм от 2011 г. Комбинира живи изпълнения на актьори с дигитално генерирана триизмерна анимация на говорещи антропоморфни зайци и пилета. Режисиран е от Тим Хил. Сценаристи са Кен Дарио и Кинко Пол. Продуциран е от Кристофър Мелендари. Филмът излиза на екран на 1 април 2011 г.

## Синхронен дублаж

### Озвучаващи артисти
| Роля               | Изпълнител      |
| ------------------ | --------------- |
| В. З. И.           | Мартин Герасков |
| Фред               | Иван Петков     |
| Бащата на В. З. И. | Симеон Владов   |
| Фил                | Живко Джуранов  |
| Саманта            | Златина Тасева  |
| Бони               | Ася Братанова   |